# Peter Fjelstrup
 Peter Fjelstrup (24. marts 1866 – 5. juni 1920) var en dansk skuespiller og teaterdirektør.
Peter Fjelstrup debuterede i en lille rolle på Casinoteatret i København som 18-årig, og blev senere uddannet på Det kongelige Teaters elevskole. Han regnes for en af de største skuespillere på sin tid.
Peter Fjelstrup havde sin filmdebut i 1910 hos Fotorama i Århus. Fra 1916-1919 var han løst knyttet til Nordisk Film og huskes bl.a. for sin rolle som cirkusdirektør Bunding i A.W. Sandbergs første indspilning af Klovnen i 1916.

## Filmografi
- 1910: Amatørtyvens Hustru
- 1911: Menneskedyret
- 1912: Bjørnetæmmeren
- 1917: Hotel Paradis

## Eksterne kilder og henvisninger
- Peter Fjelstrup på gravsted.dk
- Peter Fjelstrup på Internet Movie Database (engelsk)
- Peter Fjelstrup på Filmdatabasen
- Peter Fjelstrup på danskefilm.dk
- Peter Fjelstrup på danskfilmogtv.dk
- Peter Fjelstrup på Svensk Filmdatabas (svensk)
- Peter Fjelstrup på The Movie Database (engelsk)